# Отряд 61889
«Отряд 61889» (кит. 61889部队) — китайское спецподразделение, осуществляющее физическую охрану высшего руководства КПК, КНР и командования НОАК. Существует с 1953 года, ранее было известно как «Отряд 8341». Являясь подразделением НОАК, входит в структуру Центрального бюро безопасности КПК.

## Создание и реорганизация
Личная охрана Мао Цзэдуна существовала ещё во время второй японо-китайской войны. Официально подразделение охраны руководства Компартии Китая первоначально было учреждено в Сибайпо в апреле 1949 года под названием Главное управление безопасности ЦК КПК. Первым его руководителем стал политкомиссар НОАК Ван Дунсин, близкий сподвижник Мао Цзэдуна, пользовавшийся его особым доверием. Под командование Главного управления безопасности ЦК КПК была передана бригада войск общественной безопасности, получившая статус дивизии общественной безопасности НОАК.
В 1950 году Главное управление получило название Центральное бюро безопасности КПК. 9 июня 1953 года структура была реорганизована, был создан «Отряд 001» в статусе полка из тысячи человек под командованием Ван Дусина, а после его перевода в партаппарат и Министерство общественной безопасности КНР — Чжан Яоцзы. В задачу ему вменялась личная охрана Мао Цзэдуна, Чжоу Эньлая, Лю Шаоци, Чжу Дэ, Чэнь Юня. Полк был подчинён Министерству общественной безопасности. В 1959 цифровое обозначение было заменено на «3747».

## «Отряд 8341»
В 1964 году руководство Центральным бюро безопасности КПК вернулось к Ван Дунсину, подотчётному только Мао Цзэдуну. «Отряд 3747» был переименован в «Отряд 8341». На правах главного телохранителя Ван Дунсин являлся одним из ближайших сподвижников Мао Цзэдуна. Некоторое время в начале 1970-х, после «заговора Линь Бяо», Ван Дунсин был отстранён, и цифровой шифр подразделения заменён на «57003» и «57001». Однако вскоре Ван Дунсин вернулся к командованию «Отрядом 8341».
Управление «Отрядом 8341» осуществлялось по принципу двойного подчинения — партийному Бюро безопасности и Генштабу НОАК. В период Культурной революции Цзян Цин предпринимала попытки установить контроль над подразделением, однако Мао Цзэдун и Ван Дунсин не допустили этого.
Функционирование подразделения было строго засекречено. При отборе бойцов в «Отряд 8341» особое внимание уделялось не только политической благонадёжности, физическим данным и боевой подготовке, но и умению сохранять конфиденциальность. Требовалось также крестьянское происхождение в трёх поколениях и школьное образование (жёсткий критерий для периода, когда значительная часть, если не большинство населения Китая было неграмотным). Мао Цзэдун уделял своей охране столь серьёзное внимание, что лично проводил политинформации и писал уставную документацию.
Активное проявление «Отряда 8341» отмечалось осенью 1976, после смерти Мао Цзэдуна. Радикальные маоисты из «Банды четырёх» планировали захват власти и распределение между собой высших партийно-государственных постов. Эти планы были сорваны альянсом Хуа Гофэна, Е Цзяньина и Ван Дунсина. 6 октября 1976 «Отряд 8341» под командованием Чжан Яоцзы арестовал Цзян Цин, Чжан Чуньцяо, Яо Вэньюаня и Ван Хунвэня. В результате резко укрепились позиции Ван Дунсина, ставшего заместителем председателя ЦК КПК Хуа Гофэна.

## Последующее функционирование
В 1978 году Ван Дунсин как «ультралевый консерватор» подвергся резкой критике сторонников Дэн Сяопина и был снят с постов начальника Центрального бюро безопасности и командующего «Отрядом 8341». Впоследствии командующие подразделением и начальники Бюро ориентировались на Дэн Сяопина и его политических преемников.
В 2000 году «Отряд 8341» был переименован в «Отряд 61889» и с тех пор действует под этим названием. Подразделение входит в структуру Центрального бюро безопасности КПК и принадлежит к 1-й группе Бюро, охраняющей пекинские резиденции высшего руководства (Чжуннаньхай), площадь Тяньаньмэнь, мавзолей Мао Цзэдуна, Дом народных собраний, лично генерального секретаря ЦК КПК и премьера Госсовета КНР.
Командование «Отрядом 61889» осуществляет начальник Бюро (с 2015 — Ван Шаоцзюнь, бывший телохранитель Си Цзиньпина).

## Версии прежнего названия
Существует версия, что код отряда «8341» был дан по результатам встречи Мао Цзэдуна с утайшаньскими монахами в 1948. Монахи якобы предсказали Мао Цзэдуну 83 года жизни и 41 год руководства КПК (отсчитывая от партийной конференции 1935). По другим данным, 8341 был номер винтовки, длительное время находившейся при Мао Цзэдуне. Однако, по словам Чжан Яоцзы, цифровой код установил Генеральный штаб НОАК, иные версии бездоказательны.